# Ретгерцит (минерал)
Ретгерцит или Ретгерсит (англ. Retgersite)— минерал класса сульфаты. Назван в честь голландского кристаллографа Яна Виллема Ретгерса (1856—1896).

## Описание
Ретгерсит представляет собой гексагидрат сульфата никеля с химической формулой NiSO4 * 6H2O. Он кристаллизуется в тетрагональной системе. Его твердость по шкале Мооса — 2,5. Это диморфный вид никельгексагидрита .
Согласно классификации никеля Карла Хуго Струнца, ретгерсит относится к «07.CB: Сульфаты (селенаты и др.) Без дополнительных анионов, с H2O, с катионами среднего размера».

## Формирование и залежи
Он может образовываться как продукт дегидратации моренозита. Ретгерцит впервые был обнаружен в шахте Рагра (район Хуайллай, Перу) в 1948 году.

## Список литературы
- Brooke (1823) Annals of Philosophy, London: 22: 437 (on artificial crystals).
- Mitscherlich (1828) Annalen der Physik, Halle, Leipzig: 12: 146.
- Rammelsberg (1855): 92.
- Scacchi (1863) Reale accademia delle scienze fisische e matematiche, Naples, Att.: 1(11) (artificial material).
- Topsøe (1872) Arch. sc. phys. nat. Genève: [2]: 45: 223.
- Topsøe and Christiansen (1874) Annales de chimie et de physique, Paris: 1: [5]: 63.
- Blasius (1885) Zeitschrift für Kristallographie, Mineralogie und Petrographie, Leipzig: 10: 227.
- Baumhauer, H.A. (1894) Die Resultate der Aetzmethode in der krystallographischen Forschung, 131pp., Leipzig: 57.
- Gossner (1907) Berichte deutsche chemische Gesellschaft: 40: 2374.
- Beevers and Lipson (1932) Zeitschrift für Kristallographie, Mineralogie und Petrographie, Leipzig: 83: 123.
- Borghijs (1937) Natuurwet. Tijdschr.: 19: 115 (artificial material).
- Ferguson (1939) University of Nevada Bull. 33, no. 5.
- Rudnick, Slack, and O’Connor (1940) Physical Review, a Journal of Experimental and Theoretical Physics: 58: 1003.
- Mathieu (1946) Comptes rendu de l’Académie des sciences de Paris: 222: 223.
- Frondel, C. and Palache, C. (1949)American Mineralogist: 34: 188—194.
- Palache, C., Berman, H., & Frondel, C. (1951), The System of Mineralogy of James Dwight Dana and Edward Salisbury Dana, Yale University 1837—1892, Volume II. John Wiley and Sons, Inc., New York, 7th edition, revised and enlarged, 1124 pp.: 497—498.
- Zeitschrift für Kristallographie: 83: 123—135.
- Acta Crystallographica (1988): C44: 1869.